# (473115) 2015 HU175
(473115) 2015 HU175 es un asteroide perteneciente al cinturón de asteroides, descubierto el 12 de noviembre de 2012 por el equipo del Mount Lemmon Survey desde el Observatorio del Monte Lemmon, Arizona, Estados Unidos.

## Designación y nombre
Designado provisionalmente como 2015 HU17.

## Características orbitales
2015 HU175 está situado a una distancia media del Sol de 3,178 ua, pudiendo alejarse hasta 3,271 ua y acercarse hasta 3,086 ua. Su excentricidad es 0,029 y la inclinación orbital 9,448 grados. Emplea 2070 días en completar una órbita alrededor del Sol.

## Características físicas
La magnitud absoluta de 2015 HU175 es 15,8.